# Резицкий, Владимир Петрович
Резицкий Владимир Петрович(25 декабря 1944, Архангельск — 24 мая 2001, Архангельск) — советский и российский альт-саксофонист, флейтист, композитор, организатор и лидер группы «Архангельск», один из известных исполнителей этно- и фри-джаза в России.

## Биография
В 1962 году окончил Архангельское музыкальное училище по классу гобоя. Саксофон и флейту освоил самостоятельно.
Фактически Владимир Резицкий был первым саксофонистом, который в те годы играл на саксофоне так же современно, как лидеры европейского авангардного джаза — Петер Брётцманн (Peter Brotzmann), Виллем Бройкер (Willem Breuker) и Ивэн Паркер (Evan Parker). Он использовал мелкую технику, которая изобиловала резкими взрывами и как бы пунктирным, нервным, извилистым и немного хаотичным голосоведением.
В 1962—1965 годах играл в духовых и эстрадных оркестрах на баритон-саксофоне, работал в местных молодёжных кафе и к 1972 году сгруппировав вокруг себя джазовых музыкантов, организовал группу «Архангельск». В середине 1990-х годов Резицкий распустил группу и в дальнейшем выступал как солист в различных фри-джазовых проектах (например, «Владимир-трио» с Владимиром Тарасовым и живущим в Лондоне пианистом Владимиром Миллером) и в России, и за рубежом. Входил в Оркестр московских композиторов. В 1980—1990-е годы был организатором джазового фестиваля в Архангельске.
Архангельский российский джазовый ансамбль был организован Владимиром Резицким в 1970 году. В первый состав вошли пианист Владимир Туров, гитарист Владимир Монастырев, контрабасист Сергей Щукин, барабанщик Олег Юданов. Позже в «Архангельске» играли гитаристы Юрий Силкин и Федор Багрецов, на контрабасе играл Николай Клишин, а Николай Юданов присоединился в качестве перкуссиониста. За все годы существования через его состав прошло около 20 музыкантов. В 1972 группа впервые выступила вне родного города — в ленинградском джаз-клубе «Квадрат», а донецкий фестиваль 1973 стал первым выходом на союзную сцену.
Основу репертуара составляли композиции Владимира Резицкого, в которых свободно сплавлялись самые разные музыкальные стили и направления — от северного русского фольклора до фри-джаза, от бибопа до импрессионистской камерной музыки, от латиноамериканской танцевальной стихии до дерзкого театрального действа. Благодаря своей неповторимости «Архангельск» становился желанным гостем на многих отечественных фестивалях (как традиционных, так и новоджазовых). Успех группы за рубежом (начиная с 1987) был связан с огромным интересом к «русскому джазовому почерку». Основной состав «Архангельска» в 80-е годы: Владимир Резицкий, Владимир Туров, Олег Юданов, Николай Юданов (перкуссия), Николай Клишин (контрабас). Популярность ансамбля позволила Владимиру Резицкому регулярно проводить джазовые фестивали в Архангельске.
Успех группы за рубежом (начиная с 1987 г.) был связан с огромным интересом к «русскому джазовому почерку». За рубежом стали выходить записи «Архангельска», которые не выходили в Советском Союзе.
За все время существования коллектива, смешивавшего в своих программах северный русский музыкальный фольклор, джазовый авангард и театрализованное сценическое действо — советская монополия грамзаписи, «Мелодия», выпустила всего один их альбом — «Призраки старого города». Однако за рубежом выходило больше его записей: обычно называются релизы британского лейбла Leo Records («Portrait» и особенно — вышедший к 50-летию мастера «Hot Sound From The Arctic») и японского «Ninety One» — «Live In Japan». С началом перестройки Резицкий с «Архангельском» объехал полмира, став одним из главных художественных открытий в области советского джазового авангарда наряду с вильнюсским трио Ганелина-Тарасова-Чекасина. В середине 90-х годов В. Резицкий распустил группу и в дальнейшем выступал как солист в различных фри-джазовых проектах (например, «Владимир-трио» с барабанщиком Владимиром Тарасовым и живущим в Лондоне пианистом Владимиром Миллером) и в России, и за рубежом.
Владимир Резицкий очень много отдал для организации Архангельского джаз-фестиваля. Всего за 16 лет им было проведено 15 фестивалей, 10 из которых носили международный статус. К 1997 году фестиваль стал одним из самых значимых европейских форумов нового джаза и новой импровизационной музыки.
Заслуженный артист РФ (1995). Награждён многими музыкальными премиями.
Скончался 24 мая 2001 года в возрасте пятидесяти шести лет. Похоронен в Архангельске на Вологодском кладбище.
В память о музыканте на здании Архангельского городского культурного центра установлена мемориальная доска.